# Alfred Cumming
Alfred Cumming (Augusta, Geórgia, 1802 - Salt Lake City, Utah, 1873) foi um político dos Estados Unidos, sendo o segundo governador do estado do Utah.
Foi nomeado governador do Utah em 1858, substituindo Brigham Young, após a Guerra de Utah. Nasceu em Augusta, Geórgia, de onde foi prefeito antes de mudar-se para Salt Lake City. Serviu como governador do estado até 1861.